# Anacis exul
Anacis exul är en stekelart som först beskrevs av Turner 1919.  Anacis exul ingår i släktet Anacis och familjen brokparasitsteklar. Inga underarter finns listade i Catalogue of Life.